# Jadro
Jadro, tudi jadrovina, je kos močne tkanine, s katerim se izkorišča veter za poganjanje čolna ali ladje. Navtična oprema, ki povezuje jadra z jamborjem in palubo, se imenuje jadrovje ali takelaža (zastarelo: snast).
Plovila, ki uporabljajo jadra kot edini ali glavni vir pogona, se imenujejo jadrnice.
Poleg jadrnic jadra uporabljajo tudi deskarji na vodi in druga vozila na ledu in celo na kopnem, ki za pogon izkoriščajo moč vetra. 
Nekoč so bila jadra iz naravnih materialov, največkrat platna, bombaža ali celo svile, danes pa so izdelana iz kombinacije tkanih materialov - vključno s platnom ali poliestrskimi vlakni, laminiranimi membranami ali lepljenimi nitkami, ali iz povsem umetnih materialov npr. dakrona, glede na način uporabe in namembnost - običajno v tristranski ali štiristranski obliki.

## Delitev jader
Najpogostejša jadrnica ima en jambor in dve trikotni jadri, glavno in prednje. Glavno jadro je pritrjeno na jambor z bumom, tj. prečko, ki se suka okrog jamborja. Prednje jadro buma nima. 

### glede na položaj
pred jamborjem:
glede na izvedbo se prednja jadra imenujejo
- Spinaker
- Genaker
- Genova
- Flok

za jamborjem:
- Glavno jadro

### glede na obliko
- Bermudsko jadro
- Oglavno jadro
- Križno jadro
- Latinsko jadro
- Sošno jadro